# Георги Попхристов (журналист)
Вижте пояснителната страница за други личности с името Георги Попхристов.
Георги Попхристов Димитров е български журналист и общественик.

## Биография
Георги Попхристов е роден в 1889 година в кукушкото село Морарци, тогава в Османската империя, днес Антигония, Гърция. В 1912 година завършва с двадесет и шестия випуск Солунската българска мъжка гимназия. Емигрира в България и се установява в Свищов. Участва в Първата световна война като запасен подпоручик в Шестдесет и седми пехотен полк. В 1924 година завършва славянска филология и литература в Софийския университет Редактор е на вестник „Стопанска култура“ и вестник „Дунав“ (1933 – 1935). Автор е на история на Свищов. Умира в Свищов в 1959 година, но е погребан в София.